# Myroslav Stoupar
Myroslav Ivanovytch Stoupar en ukrainien : Мирослав Іванович Ступар ou en russe : Мирослав Иванович Ступар (Miroslav Ivanovitch Stoupar), né le 27 août 1941 à Ivano-Frankivsk, est un footballeur et arbitre soviétique (ukrainien) de football.

## Carrière
Il officie notamment pendant la Coupe du monde de football de 1982. Lors de cette compétition, il arbitre le match France-Koweït. À la 80e minute de jeu et sur le score de 3-1 pour la France, Alain Giresse des Girondins de Bordeaux marque un quatrième but validé par l'arbitre. Cheikh Fahd, le frère de l'émir du Koweït Jaber Al-Ahmad Al-Sabah, est présent dans le stade et ordonne à son équipe de quitter le terrain pour protester contre ce but accordé. L'arbitre cède à ce chantage, revient sur sa décision et annule le but. Neuf minutes plus tard, Maxime Bossis porte le score malgré tout à 4-1 pour la France d'un tir de près sur une passe de Gérard Soler. Après le match, l'arbitre soviétique est radié par la Fédération internationale de football association (FIFA) des matches internationaux.
Selon Stupar, un coup de sifflet a retenti des tribunes. Les défenseurs de Koweït s'arrêtèrent et se tournèrent pour regarder l'arbitre, pensant qu'il a enregistré une position de hors-jeu. Stupar en retour, cria : «Play». Dans le même temps l'équipe française continua à jouer et marqua un but. Stupar l'a validé. Les koweïtiens ont immédiatement commencé à protester. Le juge soviétique s'est rendu compte que ce type de force majeure n'a pas été spécifié dans les règles, et il s'est mis dans une position délicate (sous la pression de Cheikh Fayed — si le but est accordé, les joueurs vont quitter le terrain). En supposant que l'abandon en cours du jeu entraînerait un scandale encore plus grand, il décide d'annuler le but et de reprendre le match à l'endroit où la balle a été stoppée.